# Eustrácio (censitor)
Eustrácio (em latim: Eustratius) foi um oficial bizantino do século VI ativo durante o reinado de Justiniano (r. 527–565). Como censitor, foi enviado ao lado de Trifão à África em 534 de modo a reavaliar os tributos, uma vez que os antigos registros desapareceram durante o Reino Vândalo. Segundo as fontes, os habitantes da África consideraram a tributações deles excessivas e intoleráveis.